# Tóth Béla Lajos
Tóth Béla Lajos (Budapest, 1925. április 21. – Budapest, 1999. február 23.) magyar állatorvos, egyetemi tanár, az állatorvos-tudományok kandidátusa.

## Élete
Tóth Lajos és Löchhing Józsa fiaként született. 1944-ben érettségizett a budapesti Vörösmarty Mihály Gimnáziumban, majd 1950-ben a Magyar Agrártudományi Egyetem Állatorvosi Karán állatorvosi diplomát, 1957-ben pedig állatorvos-doktori oklevelet szerzett. 1950 és 1951 között a Hajdú-Bihar megyei Polgáron és a Csongrád megyei Földeákon volt körállatorvos, majd az Állatorvosi Főiskola, illetve az Állatorvos-tudományi Egyetem (ÁOTE) Élettani Intézetének tanársegéde lett, emellett 1954-től 1957-ig az MTA–TMB-n dolgozott Kemény Armand aspiránsként.
1957-ben egyetemi adjunktus, majd 1965-ben egyetemi docens lett. 1962-ben végzett a Marxizmus-Leninizmus Esti Egyetemen, 1964-ben pedig az állatorvos-tudományok kandidátusa lett. 1972 és 1993 között az Agrártudományi Egyetem (ATE), illetve a GATE Állatélettani és -egészségtani Tanszékének egyetemi tanára, 1972-től 1991-ig a Tanszék vezetője, 1996-tól haláláig professor emeritusa volt.
Különböző állatfajok szérumfehérje-frakcióinak vizsgálatával, a szérumfehérjék ún. normál értékeinek kialakulásával és meghatározásával foglalkozott, és szerepe volt az ún. elektroforézises kutatás bevezetésében a magyarországi állatorvos-tudományi kutatásokba.
Felesége Szetei Ágnes állatorvos-szaksegéd volt. 1999-ben hunyt el Budapesten, a Farkasréti temetőben nyugszik.